# Delias lativitta
Delias lativitta is een vlindersoort uit de familie van de Pieridae (witjes), onderfamilie Pierinae.
Delias lativitta werd in 1893 beschreven door Leech.